# Негодяев-Кочнев, Степан Матвеевич
Степан Матвеевич Негодяев-Кочнев (1739, Даниловская, Архангелогородская губерния — 17 [29] декабря 1828, Даниловская, Архангельская губерния) — российский судостроитель-самоучка, корабельный мастер, строитель партикулярных судов, которые строил по собственным чертежам для рыбного и торгового промысла; основал Ровдогорскую верфь в Архангельской губернии; член Вольного Экономического общества, составил первую биографию юных лет российского учёного Михаила Ломоносова.

## Биография

### Ранние годы
Степан Матвеевич (встречается Тимофеевич) Негодяев-Кочнев (вторую часть фамилии Кочнев получил позднее и называл её «приватной») родился в 1739 году в деревне Даниловской Ровдогорской волости Околопосадской трети Двинского уезда (с 1780 года — Холмогорский уезд). Происходил из черносошных крестьян. Его прадед Иван Васильевич Негодяев был целовальником при отвозе в Москву казённой горючей серы и свинца, затем избран церковным приказчиком Ровдогорского Петропавловского прихода, в 1705 году — сотским Ровдогорской волости. Иван Васильевич занимался тресковым и палтусовым промыслом, суда для которого (небольшие лодьи) изготавливал сам. Дед кораблестроителя Гавриил Иванович (1671—1743) в 1715 году был земским старостой Околопосадской трети, в 1722 году — казённым счётчиком при отправке из Архангельска денежной казны, а с 1724 года — церковным приказчиком.
Отец — Матвей Гаврилович (1717—1788) и мать Прасковья Родионовна (урождённая Шубная) работали на своих «домашних пахотных и сенокосных землях», кроме того Матвей Гаврилович занимался судостроением. В семье было пятеро детей, Степан был старшим.

### Корабельный мастер
Учился корабельному делу у своего отца, в 1769 году был отпущен «в российские городы для прокормления». В 1770 году вернулся на родину и работал на Вавчугской верфи у братьев купцов Бажениных плотником. Затем, строил корабли на верфях судопромышленников А. Н. Свешникова, Попова и Наледина. Благодаря природному таланту и старанию, стал корабельным мастером, строил рыбацкие и торговые суда по собственным чертежам. Получил прозвище Кочнев. Корабли, созданные Кочневым, отличались большой прочностью, остойчивостью и лёгкостью хода.
Строил суда не только для местных судовладельцев. С 1781 по 1784 годы он построил на вервях купцов Бажениных в Вавчуге и Наледина на реке Пинега для английских купцов Келли, Эгерса и Фанбрина двенадцать торговых судов по английским проектам до 200 ластов грузоподъёмностью, «которые по прибытии в Англию, оказались как в плавании, так и в прочности и во всем похвальны». За кочневские суда и платили дороже. Кочнев получал с каждого построенного им судна по 400 рублей и дополнительные премии. В 1787 году газета «Московские ведомости» (№ 54) писала: «… иностранные купцы всегда заключают по судостроительному предмету предписания, чтобы корабль был строен Кочневым, как равномерно и за построенные Кочневым за вольную на продажу охотно дают лишнюю плату».

### Ровдогорская верфь Негодяева-Кочнева
В начале 1780-х годов приобрёл у лопарей рыбные места на реке Вороньей и на западном берегу озера Калье (Хайлово, Кайловка) создал Ровдогорскую верфь. На этой же верфи работал отец Степана, который строил гукоры и сын Иван. Кочнев также вёл тресковый промысел в Баренцевом море, в двух становищах на берегу Кольского полуострова он имел рыбные и сальные заводы. Эти промыслы обслуживались судами, построенными судостроителем на Ровдогорской верфи. В 1782 году на верфи был спущен на воду промысловый карбас «Святой апостол Яков», построен галиот «Иоганес Кристемус», позднее переименованный в «Александр Первый».
В 1782—1810 годах на Ровдогорской верфи было построено 13 судов. Неоднократно пытался преобразовать свою верфь в предприятие купеческого типа и добиться от правительства разрешения строить на ней суда от 57 до 150 ластов. Однако разрешения не получил, в то же время, в 1785 году Адмиралтейств-коллегия приглашала Кочнева на службу, но он отказался от этого, заявив, что состоянием своим доволен.
Негодяев-Кочнев продолжал строительство судов и на других верфях Архангельской губернии. 12 июня 1787 года на Варавинской верфи купца А. Н. Свешникова в Архангельске он спустил на воду два судна — бриги «Архангельск» и «Северная Двина». При постройке судов для иностранных заказчиков хорошо изучил английский язык. В 1804 году стал членом Вольного экономического общества, которое наградило его золотой медалью, признавая его заслуги.
В 1805 году принял активное участие в открытии в своём родном селе первой школы, содержал школу и учителей за свой счёт.

### Негодяев-Кочнев и Ломоносов
Был лично знаком со своим земляком Михаилом Ломоносовым. Собирал документы, связанные с биографией учёного и на их основе создал одну из первых его биографий, он посылал Ломоносову «камни и пески с родных рек и гор». Составил карту «Примерного плана города Холмогоры и ближайших волостей островов с расчленением реки Двины», оказывал помощь в научной работе историку Василию Крестинину, географам Ивану Лепёхину, Николаю Озерецковскому. В 1788 году по просьбе Лепёхина составил «Записку о М. В. Ломоносове», где рассказал о юных годах учёного.
В 1828 году Ровдогорскую волость посетил писатель Павел Свиньин, который записал рассказы Кочнева о юных годах Ломоносова. В своих записках Свиньин называл Негодяева-Кочнева — «почитателя великого Ломоносова, любителя книг и поборника просвещения» — «новым Кулибиным».
Умер 17 декабря 1828 года. Погребён при церкви в родной деревне Даниловской.

## Семья
В 1732 году женился на Устинье Никитовне Рычковой. В семье было пять детей: сын и четыре дочери. Сын Иван и внук, названный в честь деда — продолжили дело кораблестроителя, строили торговые и промысловые суда.

## Память
- В начале 1970-х годов в деревне Вавчуга на доме Бажениных была установлена мемориальная доска с текстом: «В селе Вавчуге с 1700 по 1732 гг. находилась первая в России купеческая судостроительная верфь братьев Бажениных, основанная по указу Петра I. Здесь работали талантливые кораблестроители-северяне, в том числе С. Т. Негодяев-Кочев»[9].
- В 2012 году в Ровдино (Холмогорский район) установлена памятная доска в честь Негодяева-Кочнева (организатор установки — библиотекарь Т. И. Негодяева)[10].